# 래드클리프 FC
래드클리프 FC(영어: Radcliffe Football Club)는 1949년에 창단된 잉글랜드의 축구 클럽으로, 그레이터맨체스터주 래드클리프를 연고로 하고 있다. 현재 잉글랜드의 7~8부 리그에 해당되는 노던 프리미어리그에 참가하고 있다. 2000년에 구단 역사상 처음으로 FA컵 1라운드에 진출한 바 있다. 과거 래드클리프 버러(영어: Radcliffe Borough)라는 이름으로 활동했으나, 2018-19 시즌 현재의 이름으로 구단명을 변경하였다.

## 선수 명단

### 현역
- 니키 애덤스(2022 ~ )